# Giovanna Amati
Giovanna Amati (Róma, 1959. július 20. –) olasz autóversenyzőnő, a Formula–1-es világbajnokság ötödik, egyben legutolsó női versenyzője.

## Pályafutása
1984 és 1986 között az olasz Formula–3-as bajnokság futamain vett részt.
1987-ben és 88-ban, majd 1990-ben és 91-ben a nemzetközi Formula–3000-es szériában versenyzett. Ez idő alatt egyszer sem végzett pontot érő helyen, a sorozat futamainak nagy részére nem is tudta magát kvalifikálni.
1992-ben a Formula–1-es világbajnokság három versenyén volt jelen. Giovanna a szezon első három versenyére nevezett a Brabham-istállóval. Egyszer sem sikerült túl jutnia a kvalifikáción, így egy futamon sem állhatott rajthoz.

## Eredményei

### Teljes eredménysorozata a nemzetközi Formula–3000-es sorozatban
(Táblázat értelmezése)

(Félkövér: pole-pozícióból indult; dőlt: leggyorsabb kört futott) 

| Év   | Csapat               | Modell      | Motor         | Gumi | 1      | 2      | 3      | 4      | 5      | 6      | 7      | 8      | 9      | 10     | 11  | Helyezés | Pont |
| ---- | -------------------- | ----------- | ------------- | ---- | ------ | ------ | ------ | ------ | ------ | ------ | ------ | ------ | ------ | ------ | --- | -------- | ---- |
| 1987 | BS Automotive        | Lola T87/50 | Ford Cosworth | A    | SIL    | VAL    | SPA    | PAU    | DON 16 | PER Nk | BRH    | BIR    | IMO Nk | BUG    | JAR | –        | 0    |
| 1988 | Colt Racing          | Lola T88/50 | Ford Cosworth | A    | JER 10 | VAL Ki | PAU Nk | SIL Nk | MNZ 10 | PER 12 | BRH Nk | BIR Nk | BUG    | ZOL    | DIJ | –        | 0    |
| 1990 | Roni Motorsport      | Reynard 90D | Ford Cosworth | A    | DON Ki | SIL Nk | PAU Nk | JER Nk |        |        |        |        |        |        |     | –        | 0    |
| 1990 | Roni Motorsport      | Lola T89/50 | Ford Cosworth | A    |        |        |        |        | MNZ Nk |        |        |        |        |        |     | –        | 0    |
| 1990 | Colin Bennett Racing | Reynard 90D | Mugen Honda   | A    |        |        |        |        |        | PER Nk | HOC 15 | BRH Nk | BIR Nk | BUG Nk | NOG | –        | 0    |
| 1991 | GJ Motorsports       | Reynard 91D | Ford Cosworth | A    | VAL Nk | PAU Ki | JER Nk | MUG 14 | PER Ki | HOC 9  | BRH 19 | SPA Nk | BUG 7  | NOG Ki |     | –        | 0    |

### Teljes Formula–1-es eredménysorozata
(Táblázat értelmezése)

(Félkövér: pole-pozícióból indult; dőlt: leggyorsabb kört futott) 

| Év   | Csapat                         | Modell        | Motor          | 1      | 2      | 3      | 4   | 5   | 6   | 7   | 8   | 9   | 10  | 11  | 12  | 13  | 14  | 15  | 16  | Helyezés | Pont |
| ---- | ------------------------------ | ------------- | -------------- | ------ | ------ | ------ | --- | --- | --- | --- | --- | --- | --- | --- | --- | --- | --- | --- | --- | -------- | ---- |
| 1992 | Motor Racing Developments Ltd. | Brabham BT60B | Judd 3.5 L V10 | RSA Nk | MEX Nk | BRA Nk | ESP | SMR | MON | CAN | FRA | GBR | GER | HUN | BEL | ITA | POR | JPN | AUS | -        | 0    |

## Külső hivatkozások
- Profilja az f1rejects.com honlapon (angolul)
- Profilja a statsf1.com honlapon (angolul)
- Profilja a driverdatabase.com honlapon (angolul)